# Майдан-Грабіна
Майдан-Грабіна (пол. Majdan-Grabina) — село в Польщі, у гміні Закрівець Красницького повіту Люблінського воєводства.
Населення — 816 осіб (2011).

## Демографія
Демографічна структура станом на 31 березня 2011 року:
|          | Загалом | Допрацездатний вік | Працездатний вік | Постпрацездатний вік |
| -------- | ------- | ------------------ | ---------------- | -------------------- |
| Чоловіки | 400     | 92                 | 260              | 48                   |
| Жінки    | 416     | 75                 | 222              | 119                  |
| Разом    | 816     | 167                | 482              | 167                  |